# Filetto
Filetto är en ort och kommun i provinsen Chieti i regionen Abruzzo i Italien. Kommunen hade 909 invånare (2018).